# Malvina (personaggio)

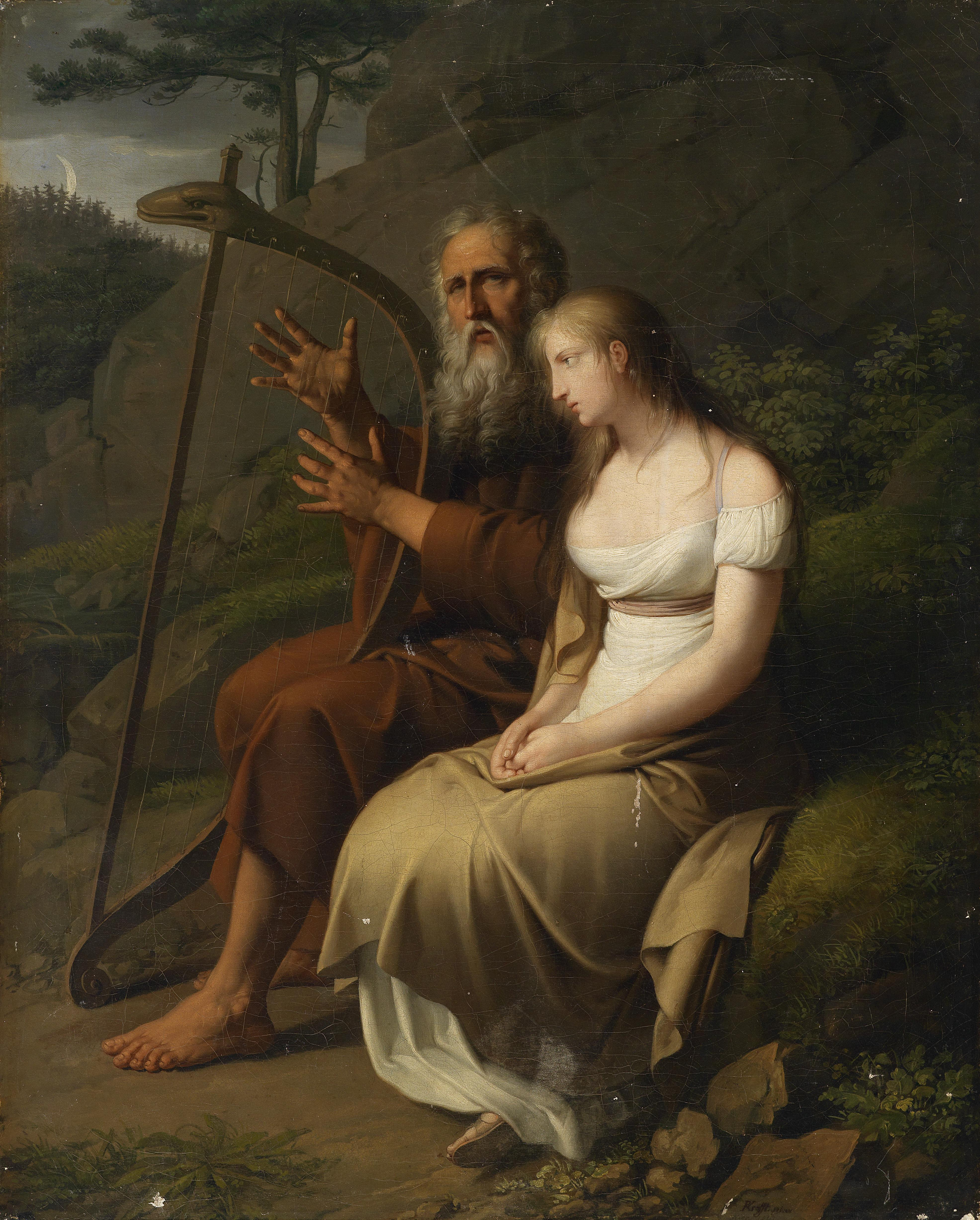
Ossian e Malvina in un dipinto di Johann Peter Krafft.

Malvina è una figura letteraria e "mitologica" della celebre opera dei Canti di Ossian, redatta dal poeta scozzese James Macpherson, ed è presentata come la promessa sposa di Oscar (od Oskar). Il nome deriva dal gaelico scozzese mala mhin ("bella fronte").
Nel poema epico celtico l'Ossian, presumibilmente un antico testo conservato e riportato all'attenzione, ma in realtà inventato dallo stesso Macpherson, Malvina è la figlia del nobile guerriero Toscar. Vivendo a "Temora", la storica Temair (oggi Tara), si fidanza con Oscar, l'unico figlio del bardo eponimo dei Canti. Quando il suo fidanzato muore prematuramente, si prende cura del padre cieco di lui, fino al resto dei suoi giorni.
(Canti di Ossian)
Malvina dovrebbe esser un personaggio creato da Macpherson e non avrebbe equivalenti nella tradizione celtica, ma dallo scrittore venne inserito nella continuità narrativa della saga irlandese di Fionn mac Cumhaill.